# Dumfries and Galloway (circonscription du Parlement britannique)
Pour l’article homonyme, voir Dumfries and Galloway.
Circonscription parlementaire de la Chambre des communes
Dumfries and Galloway est une circonscription électorale britannique située en Écosse. Créée en 2005, elle est constituée de l'ancienne circonscription de Galloway and upper Nithsdale et d'une partie de celle de Dumfries.

## Liste des députés
| Élection | Élection | MP              | Parti              |
| -------- | -------- | --------------- | ------------------ |
|          | 2005     | Russell Brown   | Parti travailliste |
|          | 2015     | Richard Arkless | SNP                |
|          | 2017     | Alister Jack    | Parti conservateur |
|          | 2024     | John Cooper     | Parti conservateur |